# Lithosia subcosteola
Lithosia subcosteola là một loài bướm đêm thuộc phân họ Arctiinae, họ Erebidae.